# Чемпіонат України з хокею 2017—2018
Чемпіонат України з хокею 2017—2018 — 26-й чемпіонат України з хокею в якому брали участь шість клубів. ХК «Донбас» вшосте став чемпіоном України.

## Регламент
Чемпіонат проходить під егідою Української хокейної ліги.
Чемпіонат пройде в два етапи: регулярний чемпіонат, де команди зіграють по 40 матчів, та плей-оф для чотирьох найкращих команд, починаючи з півфіналу. УХЛ визначено основні ігрові дні чемпіонату, це — середа, четвер, субота та неділя. Загалом команди зазвичай проводитимуть по два матчі на тиждень.

## Учасники
| Команда            | Місто         | Арена             | Місткість |
| ------------------ | ------------- | ----------------- | --------- |
| ХК «Білий Барс»    | Біла Церква   | ЛА «Білий Барс»   | 450       |
| ХК «Вовки»         | Бровари       | ТРЦ «Термінал»    | 1500      |
| ХК «Галицькі Леви» | Новояворівськ | Льодовий палац    | 600       |
| ХК «Динамо»        | Харків        | «Салтівський Лід» | 800       |
| ХК «Донбас»        | Дружківка     | ЛА «Альтаїр»      | 373       |
| ХК «Кременчук»     | Кременчук     | ЛА «Айсберг»      | 500       |

## Турнірна таблиця
| М | Команда         | І  | В  | ВО | ПО | П  | Ш       | О   |
| - | --------------- | -- | -- | -- | -- | -- | ------- | --- |
| 1 | «Донбас»        | 40 | 38 | 1  | 0  | 1  | 266:67  | 116 |
| 2 | «Білий Барс»    | 40 | 27 | 0  | 3  | 10 | 199:105 | 84  |
| 3 | «Кременчук»     | 40 | 23 | 2  | 2  | 13 | 164:120 | 75  |
| 4 | «Динамо»        | 40 | 16 | 1  | 1  | 22 | 155:168 | 51  |
| 5 | «Галицькі Леви» | 40 | 7  | 2  | 0  | 31 | 83:211  | 25  |
| 6 | «Вовки»         | 40 | 3  | 0  | 0  | 37 | 98:294  | 9   |

## Плей-оф

### Півфінали
|              | Серія |             | 1   | 2   | 3   |
| «Донбас»     | 3:0   | «Динамо»    | 6:2 | 9:0 | 9:2 |
| «Білий Барс» | 0:3   | «Кременчук» | 1:2 | 3:5 | 4:5 |

### Фінал
|          | Серія |             | 1   | 2   | 3   | 4   | 5   |
| «Донбас» | 4:1   | «Кременчук» | 3:0 | 6:3 | 3:4 | 5:2 | 3:0 |

## Чемпіон
Склад чемпіонів:
Воротарі
- Богдан Дьяченко[pl]
- Максим Дуве

Захисники
- Олександр Александров
- Дмитро Ігнатенко
- Олександр Влад (Чехія)
- Пилип Матвієнко
- Андрій Григор'єв
- Юрій Шпак
- Станіслава Ординський
- Олександр Фірсов
- Кирило Жовнір

Нападники
- Ілля Коренчук (Білорусь)
- Віталій Лялька
- Олександр Костіков (Росія)
- Ярослав Свищев
- Владислав Луговий
- Олексій Ворона
- Віктор Захаров
- Сергій Кузьмик
- Іван Савченко
- Микита Коваленко
- Микита Новіков (Росія)
- Денис Мостовий
- Вадим Мазур
- Андрій Деніскін
- Антон Рубан

- Головний тренер: Сергій Вітер.
- Тренери: Ігор Когут, Євген Бруль.

|                            |
| «Донбас» Донецьк 6-й титул |